# St. Benedikt (Landershofen)
Koordinaten: 48° 52′ 47,4″ N, 11° 14′ 7,2″ O
Die Kirche St. Benedikt in Landershofen ist eine Filialkirche der Pfarrei Heilige Familie in Eichstätt.

## Beschreibung
Bei der Kirche handelt es sich um eine romanische Landkirche, die um 1190 vom Eichstätter Bischof Otto geweiht wurde.
Das Langhaus ist nahezu quadratisch, unter dem Dach existiert ein Dachboden der früher wohl auch zum Lagern von Getreide genutzt wurde. Im 18. Jahrhundert wurde der Innenraum der Kirche barockisiert. 1843 das Obergeschoss des Turms neu aufgebaut.
Die Denkmalliste für Eichstätt des Bayerischen Landesamts für Denkmalpflege beschreibt die Kirche wie folgt:
"Kath. Filialkirche St. Benedikt, im Kern romanische Chorturmkirche mit Halbrundapsis, um 1190 geweiht, im 18. Jh. erneuert, Turmabschluss mit Quersatteldach 1843; mit Ausstattung; Friedhofsmauer, 18. Jh."
In der Denkmalliste ist sie als Nummer D-1-76-123-308 eingetragen.

## Ausstattung

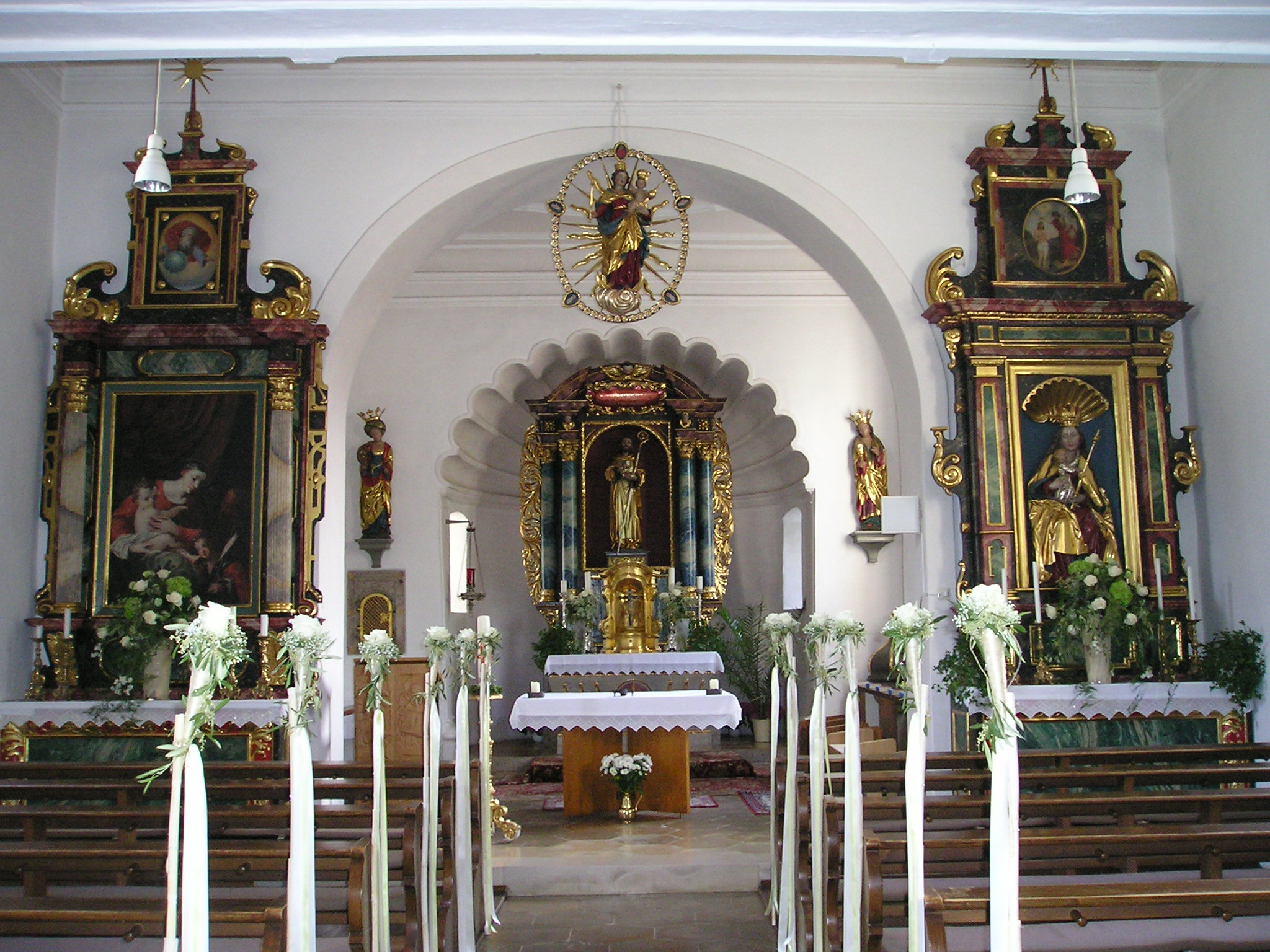
Kircheninneres

In der Kirche befinden sich spätgotische Figuren der Hl. Barbara, Hl. Katharina, Hl. Maria und des Hl. Georg. Zudem eine Sakramentsnische des Meisters Loy Hering der Renaissance. In der Apsis befindet sich ein barocker Hochaltar.

## Glocken
Der Glockenturm verfügt über ein fünfstimmiges Geläut. Vier der Glocken stammen von Friedrich Wilhelm Schilling aus dem Jahr 1962, eine Glocke wurde vom Eichstätter Glockengießer Mathias Stapf im Jahr 1772 geschaffen.